# 李淑 (明朝)
李淑（1517年—1581年），字師孟，號五華山人，湖廣承天府京山縣民籍江西吉水縣人，明朝政治人物。

## 生平
湖廣鄉試第三十九名舉人，嘉靖二十九年（1550年）登庚戌科第二甲第二十名進士。授工部虞衡司主事，管理南关工部分司，稍迁营缮员外郎、都水郎中，出为浙江按察司僉事，调除山东，甫上任，以母杨恭人丧归。久之，始复除山东，升河南布政司左參議，隆慶二年（1568年）四月升山西按察司副使，四年十一月升浙江布政司左参政，五年十月升山东按察使，六年七月官至廣西右布政使，萬曆元年（1573年）九月以以父老終養，乞休归乡。

## 家族
曾祖李九淵，號洞淵；祖父李珏，號朋玉；父李景瑞，號南台，封河南左参议。母楊氏。具庆下。
长子李维桢，官至禮部尚書。次子李维标，万历十四年進士。李维极，万历七年己卯舉人；李维柱，万历四年丙子科舉人。